# Hyundai Excel
O Hyundai Excel (Hangul: 현대 엑셀), também conhecido como Hyundai Pony, Hyundai Presto, Mitsubishi Precis e Hyundai X2, é um automóvel que foi produzido pela Hyundai Motor Company de 1985 a 2000. Foi o primeiro carro de tração dianteira produzido pela fabricante sul-coreana. A gama Excel substituiu a tração traseira do Hyundai Pony.

## Galeria

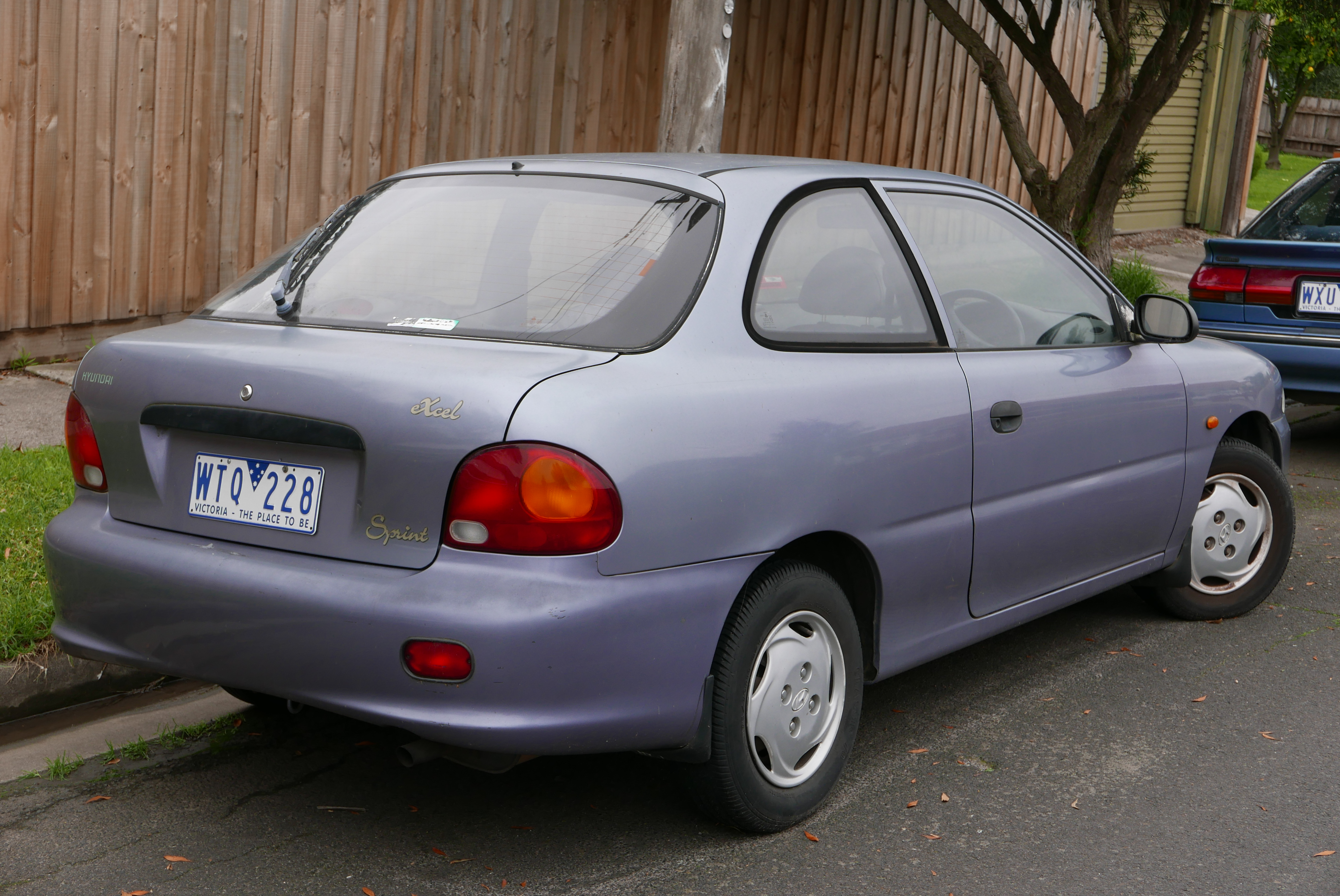
Traseira do Hyundai Excel 3-portas, Austrália
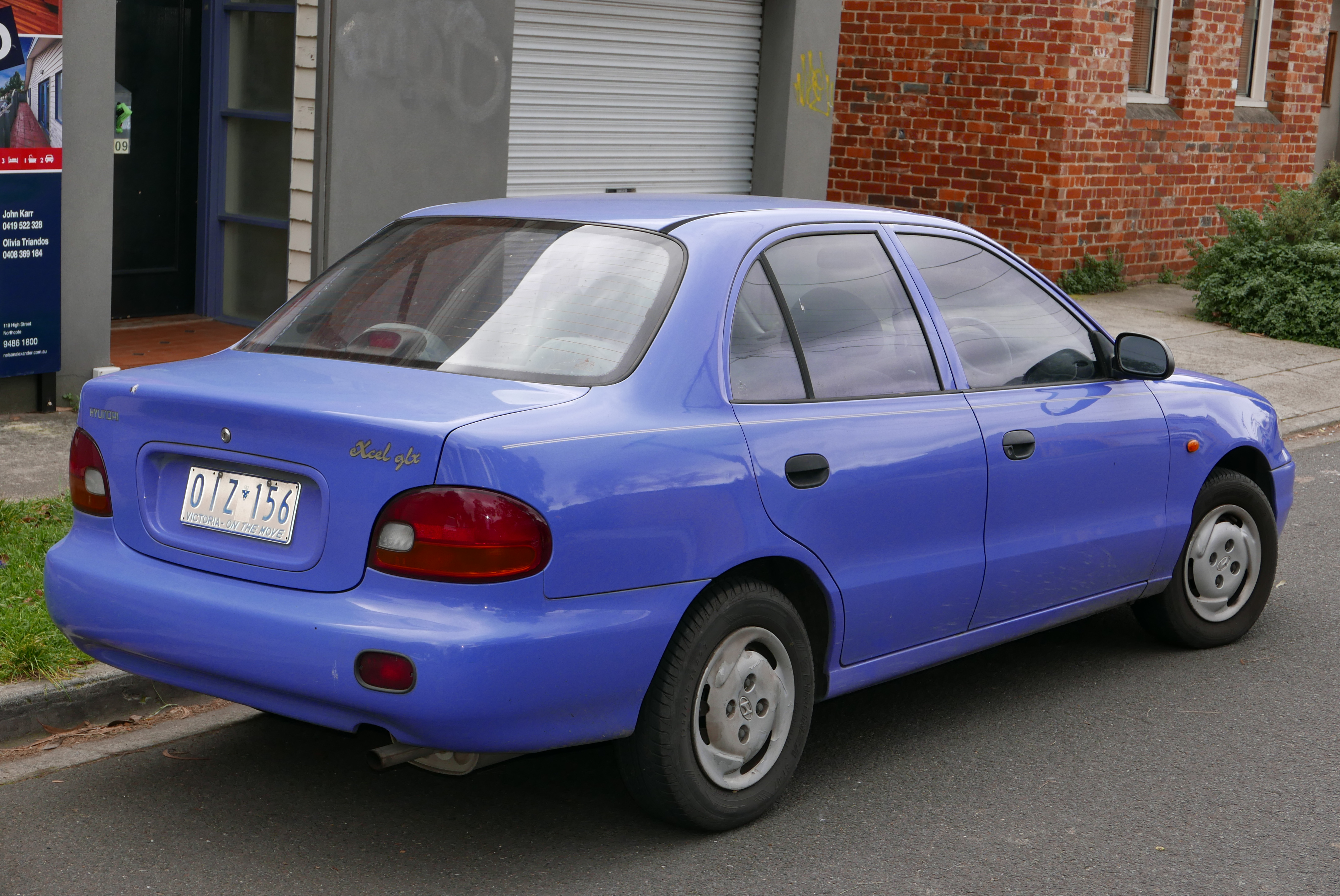
Traseira do Hyundai Excel sedan, Austrália
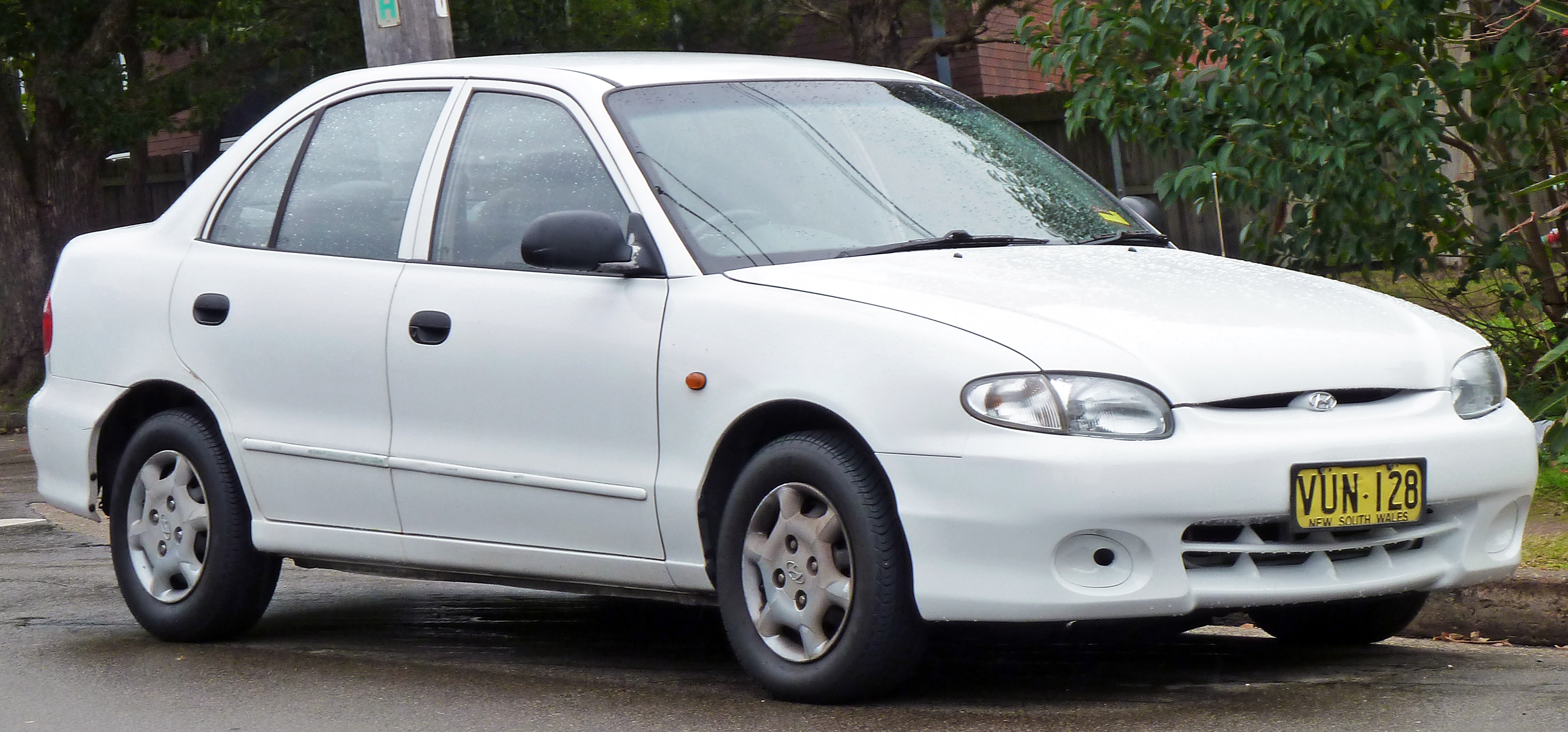
Dianteira do Hyundai Excel sedan, Austrália
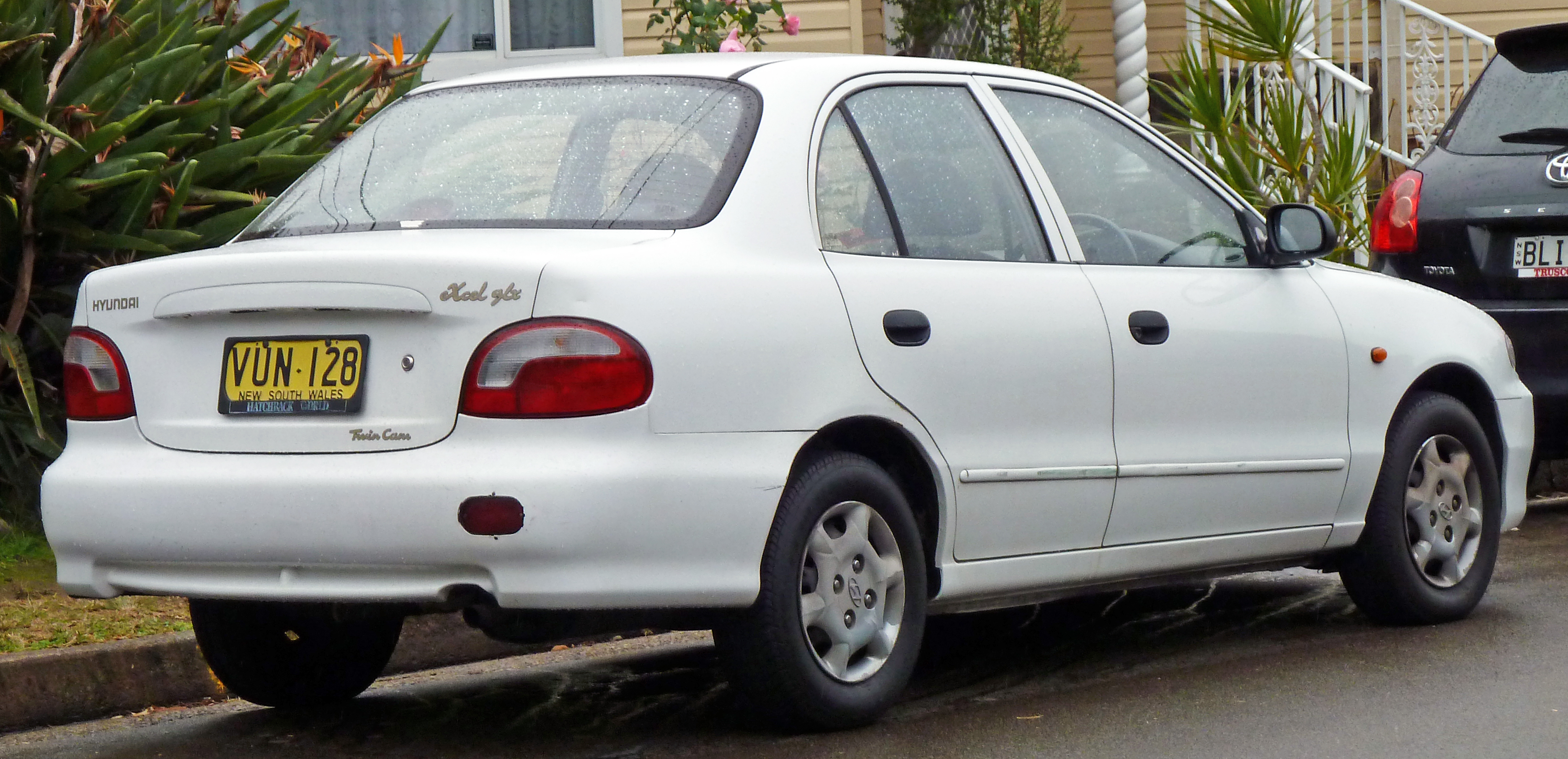
Traseira do Hyundai Excel sedan, Austrália
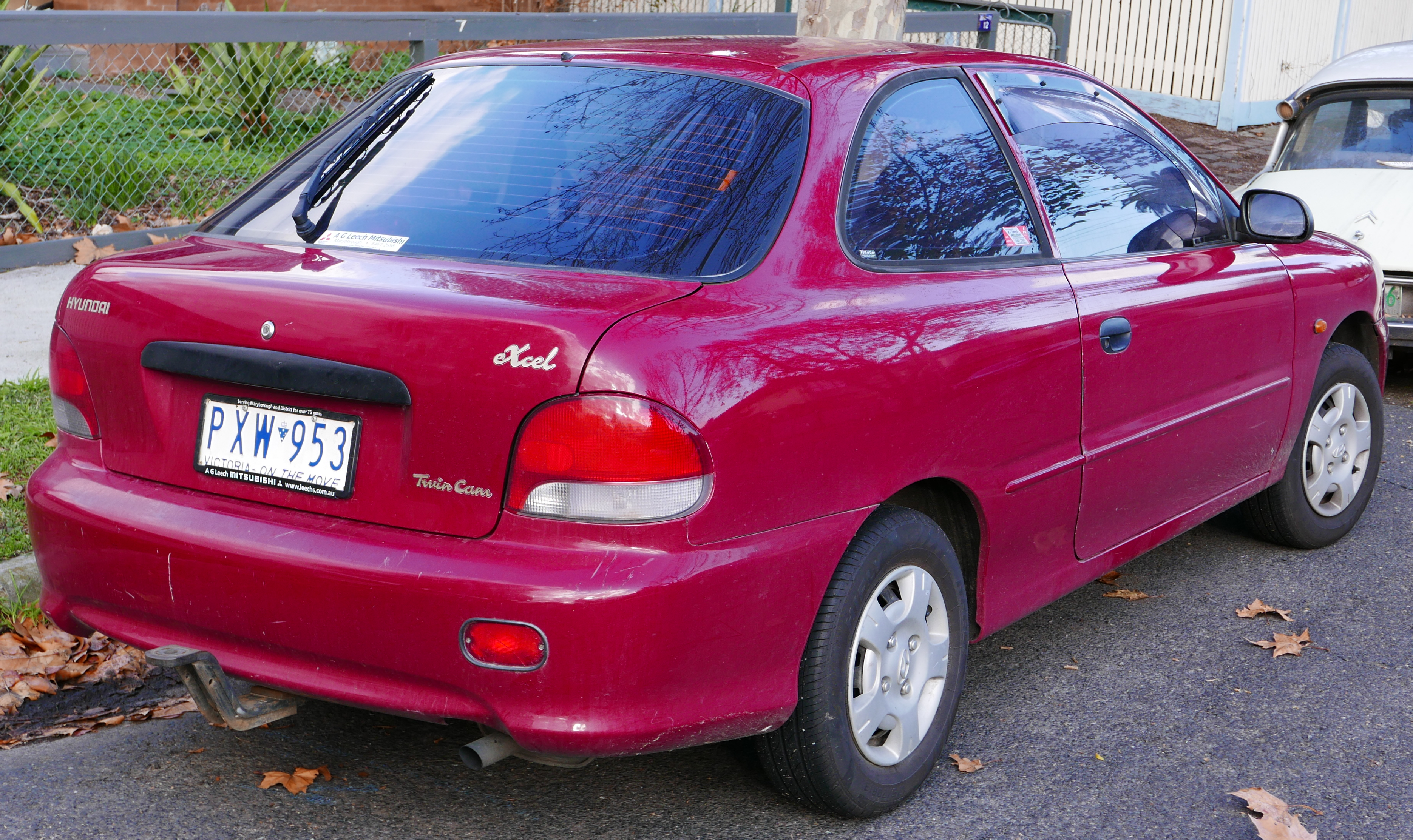
Traseira do  Hyundai Excel 3-portas, Austrália
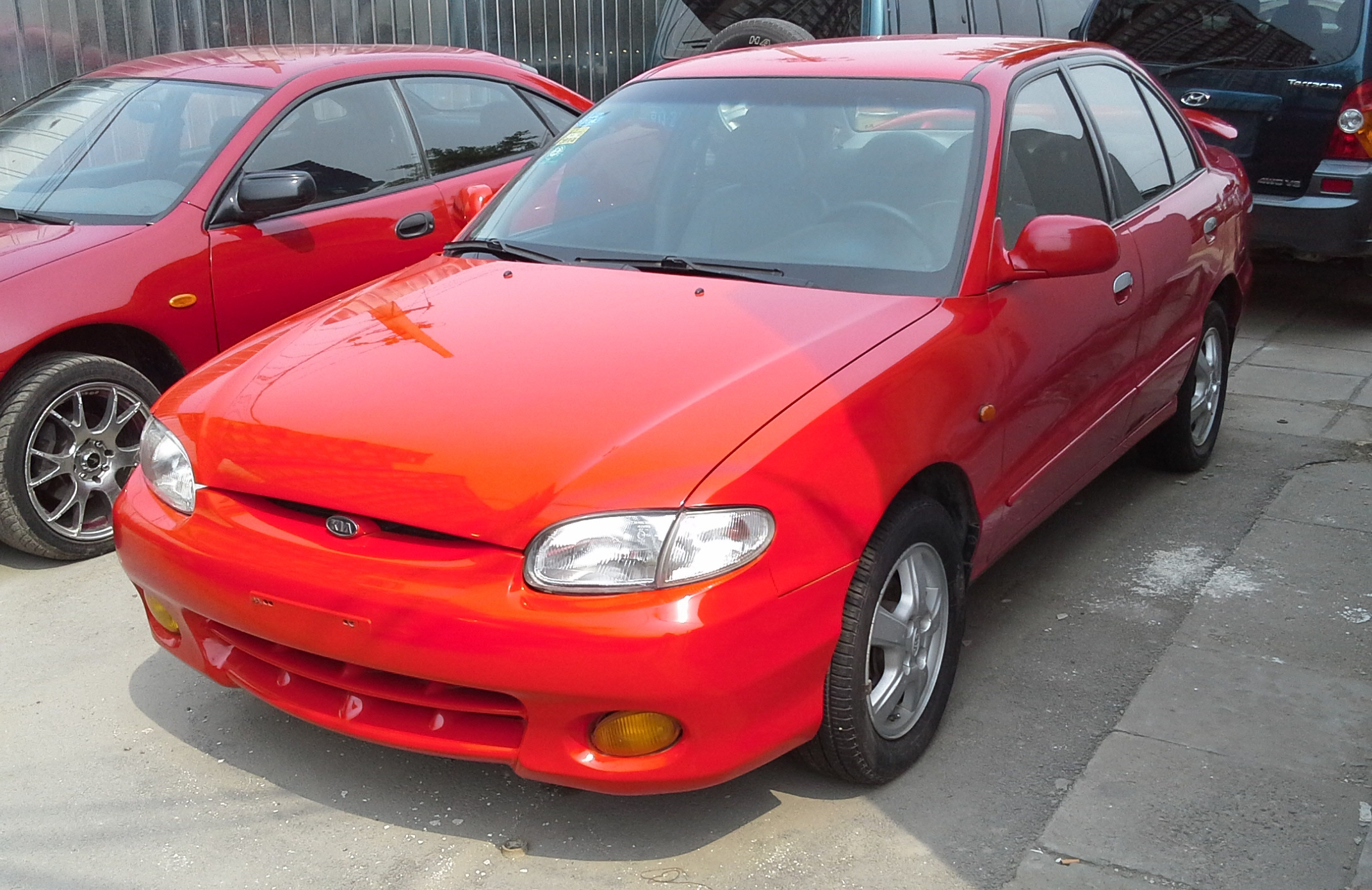
Kia Qianlima (2003-2005)
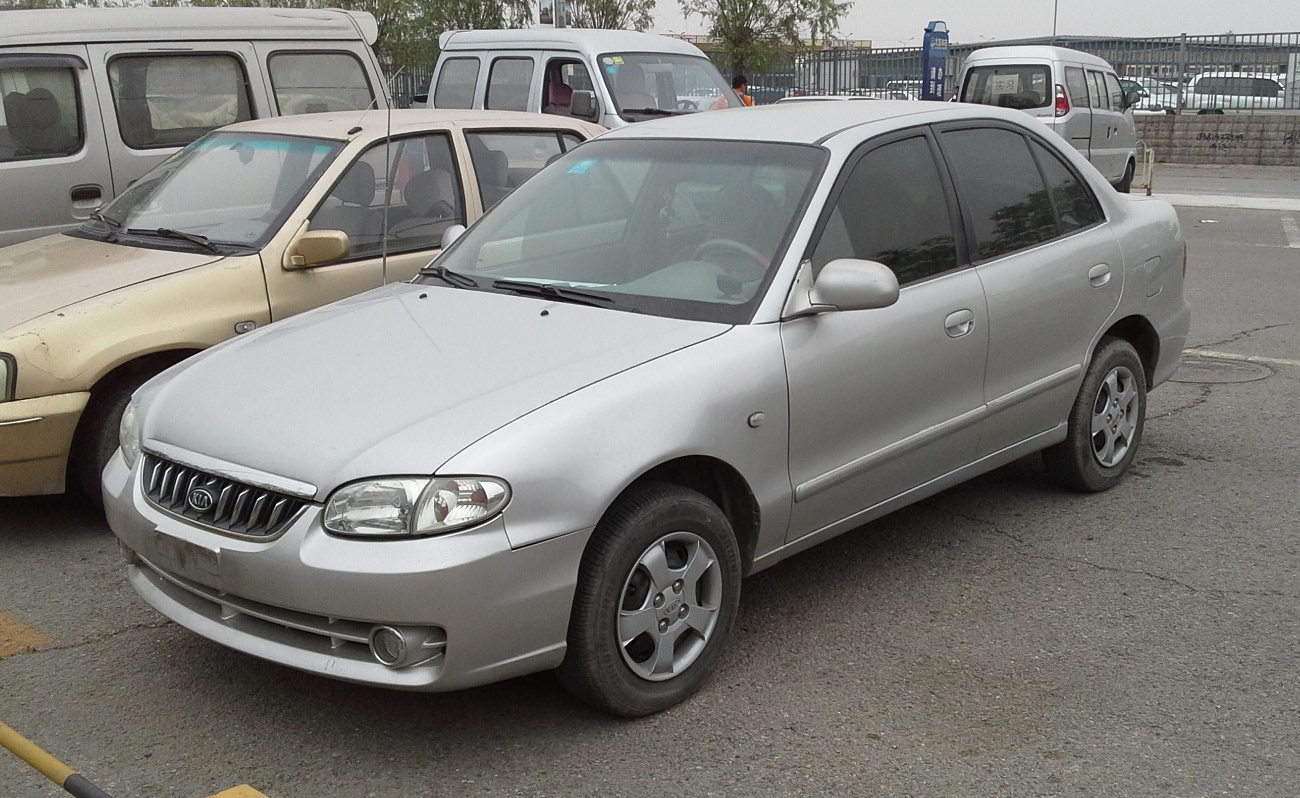
Kia Qianlima (2005-2006)